# دیوید آندال
دیوید دین آندال (انگلیسی: David Dean Andahl; ‏۳۰ اکتبر ۱۹۶۴ – ۵ اکتبر ۲۰۲۰) سیاستمدار آمریکایی بود.
دیوید آندال یکی از نامزدهای نمایندگی مجلس نمایندگان آمریکا از ایالت داکوتای شمالی که بعد از ابتلا به کرونا و بستری شدن در بیمارستان در پنجم اکتبر ۲۰۲۰ درگذشت، با کسب آرای حداکثر پیروز شد. رأی‌گیری زودهنگام که پیش از مرگ وی آغاز شده بود دلیل اعلام پیروزی وی است. دیوید آندال موفق به کسب ۳۶ درصد از آرا شده‌است. مادر آندال در مصاحبه با یکی از روزنامه‌های محلی گفته بیماری پسرش بسیار غیرمنتظره بوده زیرا وی در زمان شیوع این بیماری بسیار مراقب بوده‌است.